# Dinar (tiền tệ)

Các quốc gia có màu xanh đậm hiện đang sử dụng đồng dinar. Các quốc gia có màu xanh nhạt trước đây đã sử dụng đồng dinar. Các quốc gia Nam Tư cũ xuất hiện trong hình nhỏ ở phía dưới bên trái.

Dinar (/dɪˈnɑːr/) là đơn vị tiền tệ chính ở một số quốc gia vùng Địa Trung Hải và việc sử dụng nó trong lịch sử thậm chí còn phổ biến hơn. Từ tiếng Anh "dinar" là phiên âm của từ tiếng Ả Rập "دينار"(dīnār), vốn là từ được vay mượn qua tiếng Syriac "dīnarā", bản thân từ tiếng Latinh "dēnārius".
Đồng dinar vàng hiện đại là một đồng xu vàng và tính đến năm 2019 đã không được bất kỳ nước nào phát hành dưới dạng tiền tệ chính thức.

## Lịch sử

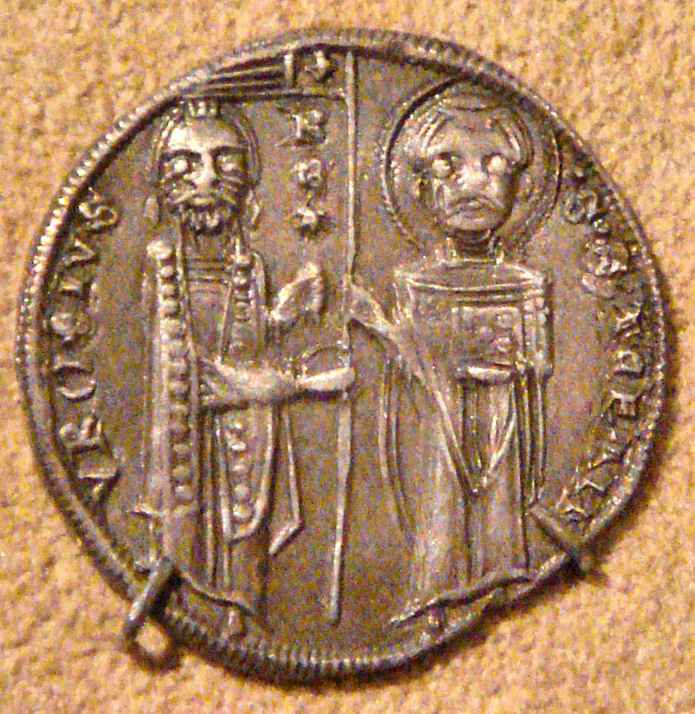
Đồng dinar bạc từ triều đại của vua Serbia Stefan Uroš I (1243–1255).

Tiền thân lịch sử của đồng dinar hiện đại là đồng dinar vàng và dirham bạc, đồng tiền chính của các đế chế Hồi giáo thời trung cổ, được phát hành lần đầu vào năm 77 theo lịch Hồi giáo (696–697 CN) bởi Khalip Abd al-Malik ibn Marwan. Từ "dinar" bắt nguồn từ từ tiếng Latinh "dēnārius", một đồng xu bạc thời La Mã cổ đại, lần đầu tiên được đúc vào khoảng năm 211 TCN.
Đế quốc Quý Sương đã giới thiệu một đồng tiền vàng được gọi là dīnāra ở Ấn Độ vào thế kỷ 1 sau Công nguyên; Đế quốc Gupta và những người kế vị của triều đại cho đến thế kỷ 6 đã sử dụng những đồng xu này.
Vua Anh thế kỷ 8 Offa của Mercia đã đúc các bản sao của đồng dinar Abbasid do Khalip al-Mansur tạo ra vào năm 774 với chữ "Offa Rex" ở giữa ở mặt sau. Người kiếm tiền có thể không hiểu tiếng Ả Rập vì văn bản tiếng Ả Rập có nhiều lỗi. Những đồng xu như vậy có thể đã được sản xuất để giao dịch với Al-Andalus. Những đồng xu này được gọi là Mancus, cũng bắt nguồn từ tiếng Ả Rập.

## Các quốc gia sử dụng đồng dinar

### Các quốc gia đang sử dụng hiện tại
Các quốc gia hiện đang sử dụng đơn vị tiền tệ gọi là "dinar" hoặc tương tự:

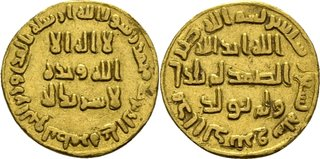
Đồng dinar vàng của Umayyad Caliphate.

| Quốc gia      | Đơn vị tiền tệ      | Mã ISO 4217                    |
| ------------- | ------------------- | ------------------------------ |
| Algeria       | Dinar Algérie       | DZD                            |
| Bahrain       | Dinar Bahrain       | BHD                            |
| Iraq          | Dinar Iraq          | IQD                            |
| Jordan        | Dinar Jordan        | JOD                            |
| Kuwait        | Dinar Kuwait        | KWD                            |
| Libya         | Dinar Libya         | LYD                            |
| Bắc Macedonia | Denar Bắc Macedonia | MKN (1992–1993) MKD (1993−nay) |
| Serbia        | Dinar Serbia        | RSD CSD (2003–2006)            |
| Tunisia       | Dinar Tunisia       | TND                            |

#### Là một đơn vị tiền nhỏ
- 1⁄100 của đồng rial Iran

### Các quốc gia đã từng sử dụng trước đây
Các quốc gia và khu vực trước đây đã sử dụng đơn vị tiền tệ gọi là "dinar" trong thế kỷ 20:
| Quốc gia                                           | Đơn vị tiền tệ                                                      | Mã ISO 4217                                                                                           | Thời gian sử dụng                                                   | Được thay thế bởi                                                   |
| -------------------------------------------------- | ------------------------------------------------------------------- | --- | ------------------------------------------------------------------- | ------------------------------------------------------------------- |
| Abu Dhabi                                          | Dinar Bahrain                                                       | BHD                                                                                                   | 1966–1973                                                           | Dirham Các tiểu vương quốc Ả Rập thống nhất                         |
| Cộng hòa Bosna và Hercegovina                      | Dinar Bosna và Hercegovina                                          | BAD                                                                                                   | 1992–1998                                                           | Mark chuyển đổi                                                     |
| Croatia                                            | Dinar Croatia                                                       | HRD                                                                                                   | 1991–1994                                                           | Kuna Croatia                                                        |
| Iran                                               | Rial Iran lúc đầu được chia thành 1250 dinar và sau đó là 100 dinar | Rial Iran lúc đầu được chia thành 1250 dinar và sau đó là 100 dinar                                   | Rial Iran lúc đầu được chia thành 1250 dinar và sau đó là 100 dinar | Rial Iran lúc đầu được chia thành 1250 dinar và sau đó là 100 dinar |
| Nam Yemen                                          | Dinar Nam Yemen                                                     | YDD                                                                                                   | 1965–1990                                                           | Rial Yemen                                                          |
| Sudan                                              | Dinar Sudan                                                         | SDD                                                                                                   | 1992–2007                                                           | Bảng Sudan                                                          |
| Vương quốc Nam Tư · SFR Yugoslavia · FR Yugoslavia | Dinar Nam Tư                                                        | YUF (1945–1965) YUD (1965–1989) YUN (1990–1992) YUR (1992–1993) YUO (1993) YUG (1994) YUM (1994–2003) | 1918–2003                                                           | Dinar Serbia                                                        |